# Razboj Župski
Razboj Župski je naseljeno mjesto u sastavu općine Srbac, Republika Srpska, BiH.

## Stanovništvo
| Razboj Župski      |              |
| Godina popisa      | 1991.        |
| Srbi               | 470 (97,71%) |
| Hrvati             | 1 (0,21%)    |
| Muslimani          | 1 (0,21%)    |
| Jugoslaveni        | 2 (0,42%)    |
| ostali i nepoznato | 7 (1,45[%)   |
| ukupno             | 481          |